# Масляна
Масляна, Маслянка — река в России, протекает по территории Ильинского района Пермского края. Длина реки составляет 10 км.
Исток реки находится у нежилой деревни Ревята в 7 км к юго-востоку от центра посёлка Ильинский. Река от истока течёт на север, затем поворачивает на запад. Впадает в Обвинский залив Камского водохранилища в 23 км от начала залива по правому берегу рядом с рекой Чолва около посёлка Ильинский. До создания Камского водохранилища река была притоком Обвы. Протекает деревни Горланы и Заборье. В нижнем течении течёт по южным окраинам посёлка Ильинский.

## Данные водного реестра
По данным государственного водного реестра России относится к Камскому бассейновому округу, водохозяйственный участок реки — Кама от города Березники до Камского гидроузла, без реки Косьва (от истока до Широковского гидроузла), Чусовая и Сылва, речной подбассейн реки — бассейны притоков Камы до впадения Белой. Речной бассейн реки — Кама.
Код объекта в государственном водном реестре — 10010100912111100009844.